# The Past and Now
The Past and Now (на български: Миналото и настоящето) е първият компилационен албум на финландската група Стратовариус. Първоначално е издаден през 1997 г. като промо CD в Япония. Песента „Fire Dance Suite“ не е дело на Стратовариус, а е от соло албума на Тимо Толки „Classical Variations and Themes“.